# Benedetto Brin
Benedetto Brin (Torino, 17 maggio 1833 – Roma, 24 maggio 1898) è stato un ingegnere, ammiraglio e politico italiano.

## Biografia

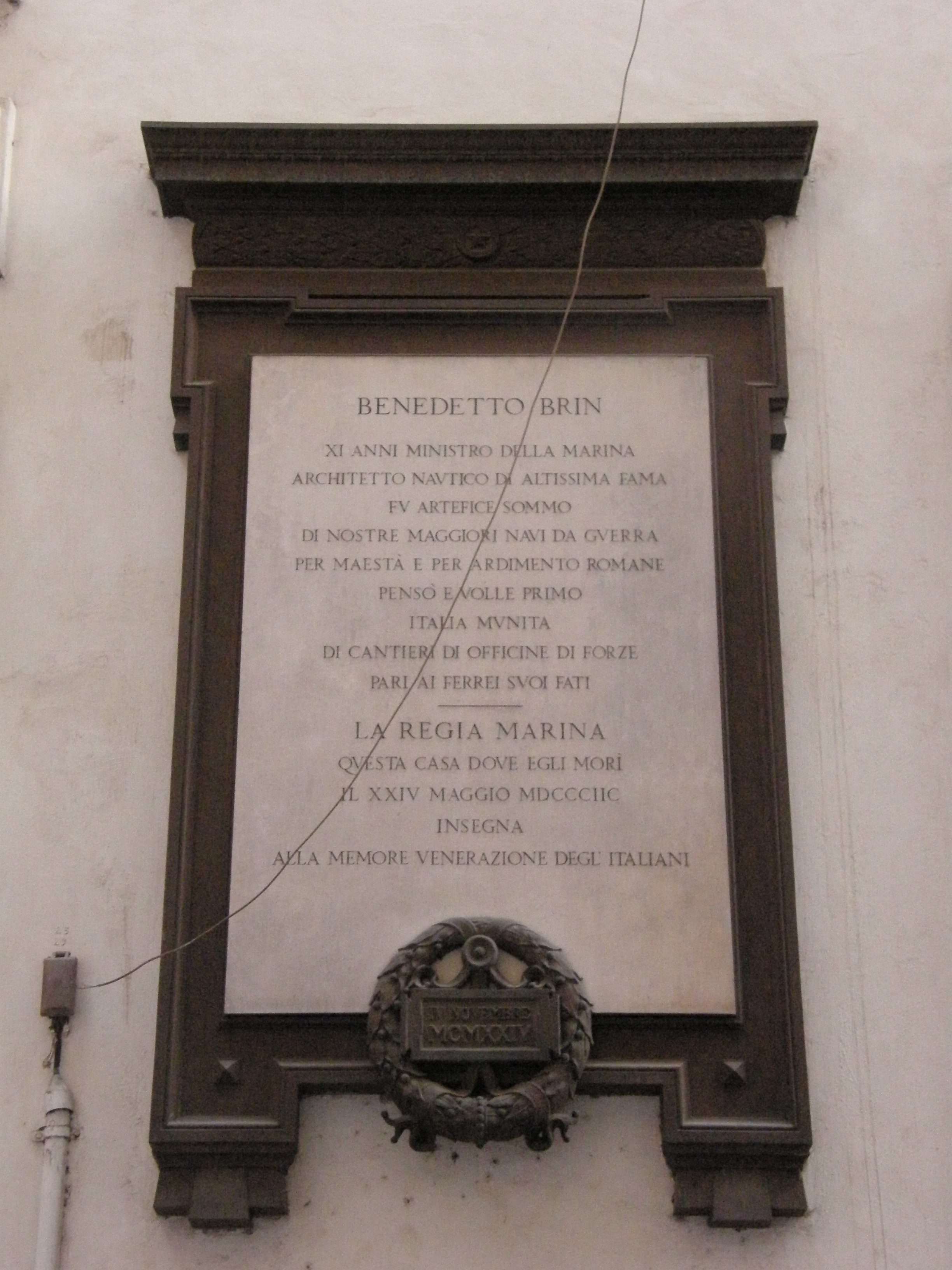
Targa dedicata a Benedetto Brin in Via Santi Apostoli, Roma: BENEDETTO BRIN
XI ANNI MINISTRO DELLA MARINA
ARCHITETTO NAVTICO DI ALTISSIMA FAMA
FV ARTEFICE SOMMO
DI NOSTRE MAGGIORI NAVI DA GVERRA
PER MAESTA' E PER ARDIMENTO ROMANE
PENSO' E VOLLE PRIMO
ITALIA MVNITA
DI CANTIERI DI OFFICINE DI FORZE
PARI AI FERREI SVOI FATI
---
LA REGIA MARINA
QVESTA CASA DOVE EGLI MORI'
IL XXIV MAGGIO MDCCCIIC
INSEGNA
ALLA MEMORE VENERAZIONE DEGL'ITALIANI
---
IV NOVEMBRE
MCMXXIV

Entrato in servizio nella Marina sarda nel 1853 come ufficiale del Genio navale, nel 1864 pubblicò un articolo in cui dimostrava l'ineluttabilità del passaggio alle navi corazzate, trovandosi così sulla stessa linea di Simone Pacoret de Saint-Bon.

Promosso direttore delle costruzioni navali nel 1871, collaborò con Saint-Bon, divenuto ministro della Marina. Nello stesso anno venne anche chiamato a far parte del primo Consiglio direttivo della Regia Scuola Superiore Navale di Genova. Fu deputato per i collegi di Livorno e Torino dalla XII legislatura alla XX legislatura. Ricoprì la carica di ministro della Marina dal 1876 al 1878, poi dal 1884 al 1891. Divenuto ministro degli esteri nel 1892-1893, conservò interinalmente il portafoglio della Marina, che riebbe come titolare dal 1896 fino alla morte, due anni più tardi.
Seguendo le linee stabilite da Saint-Bon e da lui indicate alla Camera nel 1873, Brin progettò le corazzate gemelle Caio Duilio e Enrico Dandolo, la cui costruzione allarmò addirittura la Royal Navy britannica. 

Il Duilio era una corazzata a torri che dislocava 12.265 tonnellate. La sua coppia di eliche era mossa da due macchine che, sviluppando 7.710 cavalli, le facevano raggiungere i 15 nodi. La corazzata era armata con 4 cannoni da 450 millimetri, 3 da 120, 2 da 75, 8 da 57, 22 mitragliere da 37 e 3 lanciasiluri. Impostato nell'aprile del 1873, fu varato a Castellammare di Stabia l'8 maggio 1876 ed entrò in servizio il 6 gennaio 1880. Aveva una corazzatura laterale di 550 millimetri – i 55 centimetri di Brin - che lo rendeva imperforabile. Il ridotto aveva una corazzatura di 430 millimetri, le torri da 450 e il ponte da 50 a 30 millimetri.
La corazzatura, estremamente innovativa per l'epoca era il risultato di una serie di calcoli eseguiti da Brin. Assodato che la resistenza offerta da una corazza di ferro omogeneo fosse pari al quadrato del suo spessore, fino a quel momento si erano costruite corazze al massimo dello spessore di 35 centimetri e, dubitando delle possibilità di laminarne di superiori, si era deciso di adottare il sistema Sandwich, consistente in un primo cuscino di legno rivestito da una piastra di ferro, poi un secondo cuscino di legno sul quale veniva applicata una seconda piastra di ferro. 

Questo sistema, adottato dalla marina inglese per la protezione dell'Inflexible, non convinceva Brin, che ordinò una serie di prove, effettuate a La Spezia nell'autunno del 1876 col nuovissimo cannone Armstrong calibro 450 da 100 tonnellate, destinato ad armare il Duilio allora in costruzione.

L'effetto delle prove, seguite anche da ufficiali esteri, fece scalpore in tutto il mondo: mentre le corazze a doppia piastra, come quelle destinate all'Inflexible, venivano perforate non solo dal nuovo cannone Armstrong da 100 tonnellate e da quello già in uso da 81, ma addirittura pure da quello più comune da 320 millimetri, la corazzatura da 55 centimetri destinata al Duilio, come Brin aveva calcolato, resisteva anche ai cannoni da 100 tonnellate, rendendo il Duilio del tutto inaffondabile da qualsiasi nave dell'epoca e dell'immediato futuro.
Il Duilio fu armato con cannoni da 100 tonnellate e risultò tanto potente da destare vivissime apprensioni in tutte le più potenti marine, a partire da quella britannica.

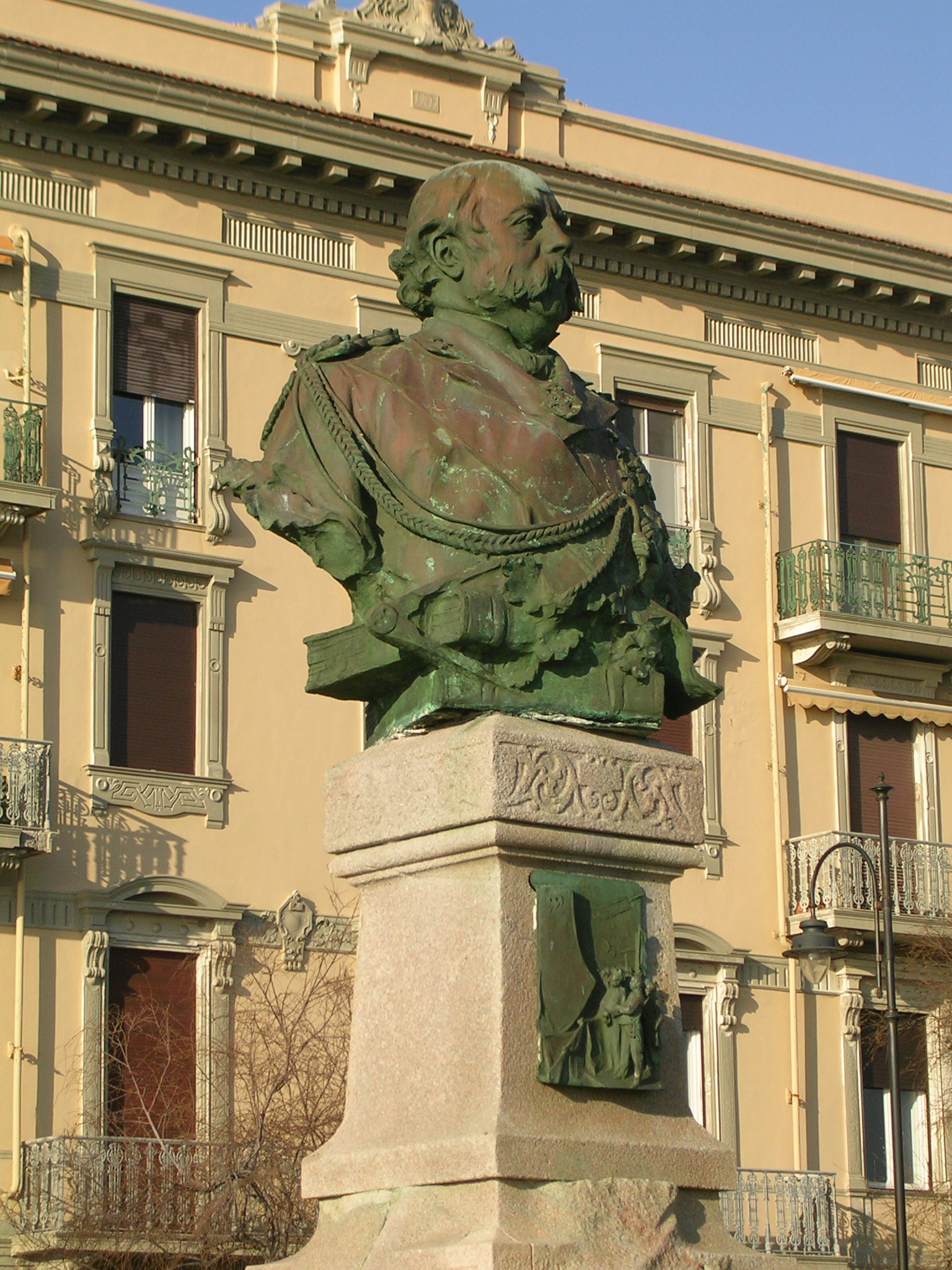
Monumento dedicato a Benedetto Brin a Livorno

Grazie a lui, la politica navale impostata dal ministro de Saint-Bon ebbe effetto in tempi abbastanza rapidi. Già nel 1874 numerose navi erano state radiate e nell'aprile del 1875 ne vennero messe all'asta 32, ma con poco successo: se ne vendettero solo tre delle più piccole per 30.000 lire. Nel 1875 Brin impostò i piani della classe Italia, per la quale adottò per la prima volta al mondo gli scafi d'acciaio, facendo scuola anche in questo. 
Nel 1876 assunse il portafoglio della Marina e ottenne dalla Camera dei deputati un aumento dello stanziamento per le costruzioni di due milioni di lire. Nel 1877 fece compiere un ulteriore grosso passo in avanti alla programmazione navale facendo approvare alla Camera un finanziamento extra-bilancio per lo sviluppo di un piano decennale da 20 milioni di lire del tempo.
Il suo discorso alla Camera, con cui chiedeva il nuovo finanziamento, indicava come più probabile nemica della Regia Marina italiana la Marina francese, il cui nerbo era composto da 28 corazzate.
Di queste, le 12 corazzate di secondo ordine erano in Africa e in Asia, perciò, in caso di guerra, l'Italia si sarebbe trovata davanti subito solo le rimanenti 16 corazzate di prim'ordine e, per affrontarle in uno scontro alla pari, se ne dovevano avere altrettante dalle caratteristiche simili, cioè 16 corazzate di prim'ordine. Poiché le risorse bastavano appunto o a mettere in mare 16 corazzate di prim'ordine, oppure un gran numero di navi più piccole, ma non a fare entrambe le cose e poiché contro le navi grandi quelle piccole non servono, Brin chiedeva l'approvazione del programma che prevedeva 16 navi grandi e la ottenne.
L'opera di Brin non si fermò a questo. Lasciato il Ministero, nel 1880 fu nominato presidente del Comitato dei Disegni delle Navi e progettò le classi Tripoli e Folgore – dai cui concetti di lì a dieci anni sarebbero nate le controtorpediniere, gli odierni cacciatorpediniere – e la classe Re Umberto, che avrebbe messo in cantiere dopo il suo ritorno al Ministero nel marzo del 1884.
Restò fino al 1891 alla Marina, dicastero che da quell'anno conservò interinalmente, assumendo come titolare il portafoglio degli Esteri fino a tutto il 1892. Tornato ministro della sola Marina nel 1897, lo restò fino alla morte, avvenuta a Roma nel 1898, all'età di 65 anni.
Punto principale del pensiero di Brin era che il possesso di navi non bastava, anzi non serviva, se non si era in grado di costruirle, fabbricandone ogni minimo componente colle risorse nazionali. Per questo fu un acceso fautore del protezionismo che portò alla nascita dell'industria pesante italiana.
Fu lui a promuovere lo sviluppo degli stabilimenti di Venezia e Pozzuoli, fu lui a volere la nascita delle Acciaierie di Terni, poste all'interno del Paese non solo per sfruttare l'energia idraulica della vicina cascata delle Marmore, ma soprattutto per renderle impossibili da colpire dal mare. 

Fu lui, infine, a imporre lo sviluppo delle fabbriche di motori navali, la creazione della base di Taranto, la costruzione dei nuovi bacini dell'Arsenale della Spezia, la riorganizzazione dell'amministrazione e della contabilità della Marina e la fusione delle Scuole di Marina di Napoli e Genova in una sola Accademia navale a Livorno. Per sua iniziativa venne fondata a Genova la Regia Scuola Superiore Navale.

A queste sue misure di base, fece riscontro un'impennata qualitativa e quantitativa della produzione di navi da guerra. Impostate e realizzate le classi Sicilia, Marco Polo e Lombardia, rispettivamente di tre, due e cinque unità, sviluppate fino a 12 unità complessive le classi Tripoli e Partenope, vennero introdotte in linea le torpediniere, che rapidamente ascesero al numero di 96. In questo modo fra il 1890 ed il 1895, Brin poté collocare stabilmente la Regia Marina al terzo posto nel mondo dietro alla Royal Navy ed alla Marine Nationale. Alla sua morte, nel 1898, su 202 unità in servizio nella Regia Marina, ben 141 erano state ordinate – e in gran parte progettate – da lui.

## Onorificenze e riconoscimenti

### Riconoscimenti
A lui sono state intitolate vie o piazze in molte località italiane fra cui Brindisi, Genova, La Spezia, Livorno, Marina di Ragusa, Milano, Napoli, Perugia, Roma, Terni, Torino, Viareggio e Vieste, il molo principale del porto di Olbia nonché un bacino di carenaggio in muratura nell'Arsenale militare di Taranto.